# Broué
Broué település Franciaországban, Eure-et-Loir megyében. Lakosainak száma 859 fő (2022. január 1.). Broué Serville, Boutigny-Prouais és Goussainville községekkel határos.

## Népesség
A település népességének változása:
| Lakosok száma | 416  | 614  | 675  | 895  | 888  | 890  | 888  | 899  | 904  | 859  |
|               | 1968 | 1982 | 1990 | 2006 | 2013 | 2015 | 2017 | 2019 | 2020 | 2022 |